# Juan Seguí Almuzara
Juan Seguí Almuzara (1888-1936) fue un militar español, conocido por su papel al comienzo de la Guerra civil española.

## Biografía
Durante la dictadura de Primo de Rivera fue agregado militar en las embajadas españolas de Bruselas, y París.
En 1931, tras la proclamación de la Segunda República, ostentaba el rango de Teniente coronel de Estado Mayor, pero Seguí se acogió a la Ley Azaña y pasó a situación de retiro, montando un negocio particular en Melilla. En 1936 Seguí era el jefe de Falange en el Marruecos español, y el jefe de la conspiración militar en Melilla.
La mañana del 17 de julio de 1936, Seguí mantuvo una reunión con los oficiales implicados en la conspiración, y les comunicó que la rebelión empezaría al día siguiente, el 18 de julio. Sin embargo, un hecho inesperado provocó que Seguí adelantase la sublevación inmediatamente, tras lo cual los oficiales insurrectos se hicieron con el control de toda Melilla, sin demasiada resistencia. Seguí fue de los conspiradores que entró en el despacho del comandante republicano, el general Manuel Romerales Quintero, y le obligó a entregar el mando a punta de pistola. Convertido en Jefe de Estado Mayor por el coronel Luis Soláns Labedán, tras asegurarse el control de Melilla, Seguí llamó a otros oficiales implicados en la conspiración —Sáenz de Buruaga, Yagüe— y dio comienzo a la rebelión militar que desencadenaría en la Guerra civil.
Poco después se trasladaría a la península, donde Seguí organizó en algunas provincias andaluzas una "Policía Montada de Voluntarios", compuesta por terratenientes y encargada de realizar labores de vigilancia y represión en la retaguardia. El 19 de agosto, mientras viajaba de Sevilla a Badajoz en compañía de otros oficiales, Juan Seguí murió durante un encuentro con milicianos republicanos en la población pacense de Feria.